# ماشین چاپ دوار (روتاری)
ماشین چاپ دوار (به انگلیسی: Rotary printing press) نوعی ماشین در صنعت چاپ است که در آن تصویر مورد نظر برای چاپ، بر روی سیلندری حک شده است. با استفاده از این دستگاه می‌توان بر روی سطوح فراوانی از قبیل کاغذ، کارتن و پلاستیک اقدام به چاپ نمود. سطوح مورد نظر برای چاپ می‌توانند به طور کاغذ (Sheet fed) یا رول (Web fed) و پیوسته به دستگاه منتقل و پس از آن سایر مراحل (مانند برش، نقش برجسته، وارنیش و ...) بر روی آن انجام شود.

## تاریخچه

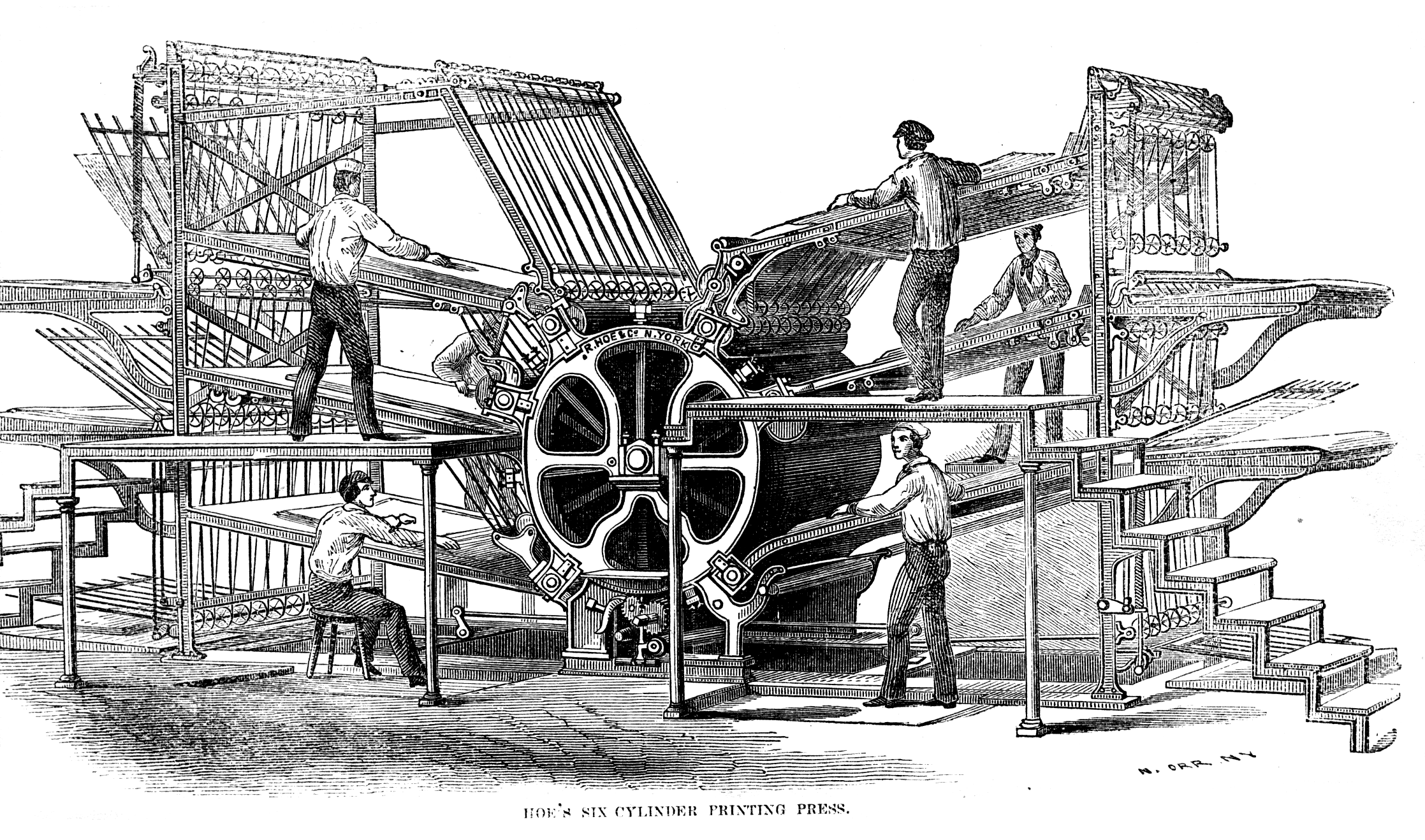
دستگاه چاپ ریچارد هو با شش سیلندر در دههٔ ۶۰ میلادی. پلیت‌های چاپ بر روی سیلندر بزرگ در میان دستگاه تعبیه شده‌اند.

در سال ۱۸۴۶ در فرایند ماشین چاپ جهش دیگری انجام شد. ماشین چاپ دوار (ماشین چاپ روزنامه) توسط ریچارد هو (Richard Hoe) آمریکایی در سال ۱۸۴۴ به ثبت رسید. اما از سال ۱۸۴۶ شروع به کار کرد. ماشین هو تشکیل شده بود از یک سیلندر با قطر بزرگ که ردیف ستون‌های حروف سربی (حروف گوتنبرگی) روی سیلندر نصب می‌کردند. سیلندرهای مرکب، مرکب را از مخزن مرکب گرفته و بر روی حروف منتقل می‌کردند. کارگران اوراق را یکی‌یکی به لای سیلندر چاپ و سیلندر فشار هدایت می‌کردند. اوراق چاپ شده در طرف دیگر ماشین روی هم توسط کارگران دسته می‌شد تا دوباره به قسمت اول برگردد و روی دیگر آن چاپ شود. این ماشین در هر ساعت ۸۰۰۰ برگ روزنامه را چاپ می‌کرد. ماشین هو سرویس می‌داد به پوپلیک لدگر (P. Ledger) در فیلادلفیا که در آن زمان یک ماشین مدرن با سرعت بالا بود. البته بنابر برخی از منابع فردی با نام Hippolyte Auguste Marinoni -زاده ۱۸۲۳، متوفی ۱۹۰۴- نخستین بار مخترع ماشین چاپ دوار بوده است. آروناه شپردسون آبل (A.S. Abel) و بالتیمور سان (The Baltimore Sun) نخستین کاربران دستگاه چاپ دوار در ایالات متحده بوده‌اند.

## روند امروزی
امروزه سه جریان عمده در چاپ دوار وجود دارد:
- چاپ افست (رول)
- چاپ فرونقش (فتوگِراوْر)
- چاپ فلکسوگرافی (فلکسو)

گرچه در تمامی این سه نوع جریان از سیلندر استفاده می‌شود، ولی روش‌های اجرا در آنها به کلی متفاوت است.

چاپ افست لیتوگرافی با استفاده از یک فرایند شیمیایی تصویر را به طور شیمیایی بر روی پلیت (این کار عموماً از طریق در معرض نور قرار گرفتن لایه‌های حساس به نور موجود در پلیت انجام می‌گیرد) منتقل می‌کند. لیتوگرافی بر پایه اختلاط ناپذیری آب و روغن است که فرایند پلانوگرافیک (Planographic) را ممکن می‌سازد. در زمینه یک صفحه چاپ، یک سطح خیس شونده (منطقه بدون تصویر) که آب دوست است و (منطقه تصویر) آب گریز غیر خیس شونده نامیده می‌شود.

چاپ گراور یک فرایند است که در آن سلول‌های کوچک یا سوراخ‌های حک شده در سیلندر مس، با جوهر پر شده است. به این ترتیب همهٔ رنگ‌ها در زوایای مختلف قرار می‌گیرند تا در نهایت تصویر مورد نظر به درستی بر روی سطح نقش ببندد.

فلکسوگرافی نیز روشی است که با کمک آن تصویر نقش بسته بر روی پلیت پلیمری پس از جذب جوهر به کاغد منتقل می‌شود.